# David Chillingworth

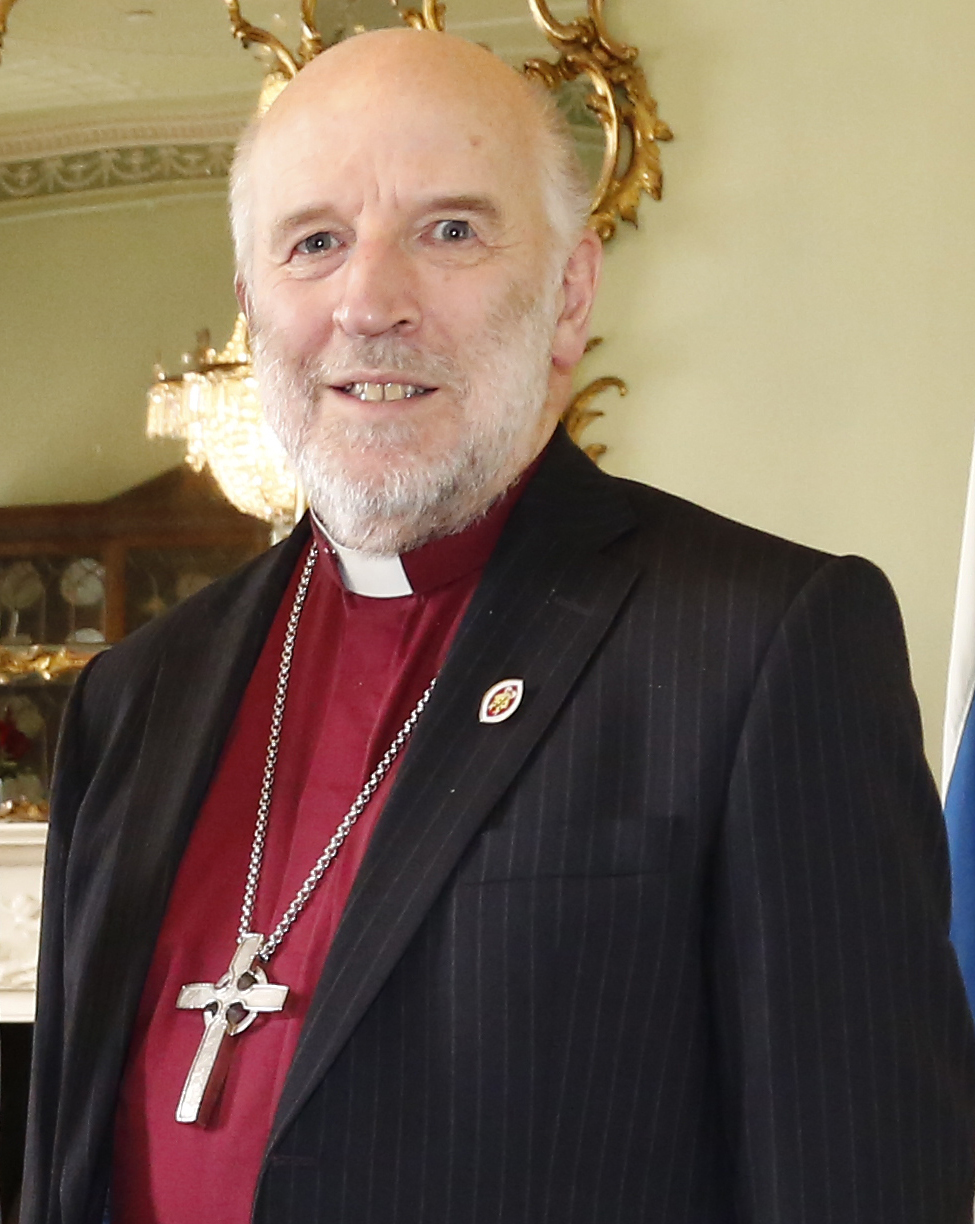
David Chillingworth (2014)

David Chillingworth (* 1951 in Dublin) ist ein anglikanischer Bischof und war von 2009 bis 2016 Primas der Scottish Episcopal Church.

## Leben
Chillingworth wuchs in Nordirland auf. Er besuchte das Trinity College in Dublin und das Oriel College der University of Oxford. Am Ripon College Cuddesdon der Church of England bereitete er sich auf das Priesteramt vor. 1976 wurde er in Belfast zum Priester in der Church of Ireland geweiht. Während seiner seelsorgerischen Tätigkeit in Nordirland war Chillingworth unter anderem Rektor der Seagoe Parish Church in Portadown sowie Erzdiakon von Dromore.
Am 5. März 2005 wurde er in der St Ninian’s Cathedral im schottischen Perth zum Bischof des Bistums Saint Andrews, Dunkeld und Dunblane geweiht. Im Juni 2009 wurde Chillingworth vom Bischofskollegium der Scottish Episcopal Church zum Primas der Kirche gewählt.
Chillingworth ist verheiratet und hat drei Kinder.